# 特拉沃納

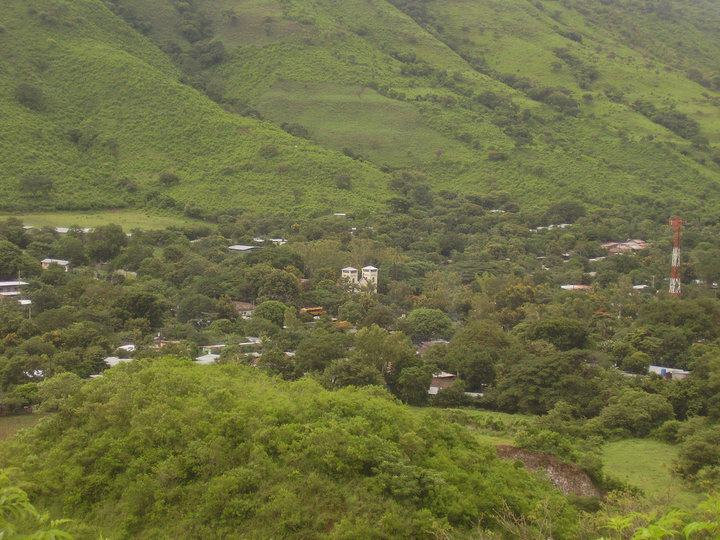
特拉沃納

特拉沃納（西班牙語：Terrabona），是尼加拉瓜的城鎮，位於該國中部，由馬塔加爾帕省負責管轄，始建於1715年1月12日，面積249平方公里，海拔高度589米，2005年人口12,740，人口密度每平方公里51.16人。
12°44′N 85°58′W / 12.733°N 85.967°W